# Big Arm (Montana)
Big Arm es un lugar designado por el censo ubicado en el condado de Lake en el estado estadounidense de Montana. En el Censo de 2010 tenía una población de 177 habitantes y una densidad poblacional de 12,61 personas por km².

## Geografía
Big Arm se encuentra ubicado en las coordenadas 47°47′37″N 114°16′12″O / 47.79361, -114.27000. Según la Oficina del Censo de los Estados Unidos, Big Arm tiene una superficie total de 14.04 km², de la cual 14.04 km² corresponden a tierra firme y (0%) 0 km² es agua.

## Demografía
Según el censo de 2010, había 177 personas residiendo en Big Arm. La densidad de población era de 12,61 hab./km². De los 177 habitantes, Big Arm estaba compuesto por el 55.37% blancos, el 0% eran afroamericanos, el 42.37% eran amerindios, el 0.56% eran asiáticos, el 0% eran isleños del Pacífico, el 0% eran de otras razas y el 1.69% pertenecían a dos o más razas. Del total de la población el 0% eran hispanos o latinos de cualquier raza.